# Óscar Ramírez (ur. 1964)
Óscar Ramírez Hernández (ur. 8 grudnia 1964) – kostarykański piłkarz grający na pozycji pomocnika.

## Kariera klubowa
Karierę piłkarską Ramírez rozpoczął w klubie LD Alajuelense z miasta Alajuela. W sezonie 1982/1983 zadebiutował w jego barwach w kostarykańskiej Primera División. Już w debiutanckim sezonie został z Alajuelense mistrzem kraju, a w 1984 roku obronił tytuł mistrzowski. Kolejne tytuły mistrzowskie z tym klubem wywalczył w 1991 i 1992 roku. W 1986 roku zdobył Puchar Mistrzów CONCACAF (4:1 i 1:1 w finale z surinamskim Transvaal Paramaribo). W finale tego pucharu zagrał też w 1992 roku, jednak Alajuelense przegrało wówczas 0:1 z Amériką Meksyk.
W 1993 roku Ramírez przeszedł do odwiecznego rywala Alajuelense, Deportivo Saprissa z miasta San José. W 1994 roku wywalczył z nim pierwsze mistrzostwo kraju, a podczas pobytu w Deportivo sięgnął po nie jeszcze trzykrotnie w latach 1995, 1998 i 1999. W 1995 roku zwyciężył w Pucharze Mistrzów, a w 1998 roku zdobył Copa Interclubes UNCAF. Karierę piłkarską zakończył w 2000 roku.

## Kariera reprezentacyjna
W reprezentacji Kostaryki Ramírez zadebiutował w 1984 roku. W 1990 roku został powołany przez selekcjonera Velibora Milutinovicia do kadry na Mistrzostwa Świata we Włoszech. Tam był podstawowym zawodnikiem swojej drużyny i wystąpił w 4 spotkaniach: ze Szkocją (1:0), z Brazylią (0:1), ze Szwecją (2:1) i w 1/8 finału z Czechosłowacją (1:4). Od 1984 do 1997 roku rozegrał w kadrze narodowej 75 spotkań i zdobył 6 goli.
W 1984 roku Ramírez wraz z reprezentacją olimpijską wystąpił na Igrzyskach Olimpijskich w Los Angeles.

## Kariera trenerska
W latach 2006–2008 Ramírez był asystentem Hernána Medforda w reprezentacji Kostaryki.